# Фёдоровский сельсовет (Енотаевский район)
Фёдоровский сельский совет — муниципальное образование в составе Енотаевского района Астраханской области, Российская Федерация. Административный центр — село Фёдоровка.

## Географическое положение
Сельсовет располагается между территориями муниципальных образований села Копановка и Иваново-Николаевским сельсоветом. С севера граница сельсовета идёт от точки пересечения территорий МО села Копановка и земель Республика Калмыкия. С юга граница сельсовета идет по смежеству с территорией МО «Иваново-Николаевский сельсовет». С запада граница территории МО «Федоровский сельсовет» идет по смежеству с землями Республики Калмыкия. Граница идет от точки пересечения земель Республики Калмыкия, МО «Федоровский сельсовет» и «Иваново-Николаевский сельсовет» в северо-западном направлении расстоянием 8524 м до точки пересечения с территорией МО села Копановка.
Ближайшая железнодорожная станция — г. Астрахань, порт — г. Астрахань, в 4 км от Фёдоровки проходит федеральная трасса Астрахань — Москва.

## Население
| 2010  | 2012  | 2013  | 2014  | 2015  | 2016  | 2017  |
| ----- | ----- | ----- | ----- | ----- | ----- | ----- |
| 1154  | ↘1145 | ↘1124 | ↗1126 | ↘1110 | ↗1123 | ↗1139 |
| 2018  | 2019  | 2020  | 2021  |       |       |       |
| ↘1110 | ↘1098 | ↘1090 | ↘965  |       |       |       |

Этнический состав:
| Этнос         | Человек | %    |
| ------------- | ------- | ---- |
| русские       | 589     | 50,1 |
| казахи        | 266     | 22,4 |
| чеченцы       | 233     | 19,4 |
| калмыки       | 60      | 5,04 |
| корейцы       | 23      | 2    |
| украинцы      | 4       | 0,3  |
| молдаване     | 1       | 0,08 |
| азербайджанцы | 3       | 0,3  |
| татары        | 1       | 0,08 |
| аварцы        | 5       | 0,4  |

## Состав
В состав сельсовета входят следующие населённые пункты (население в 2010 году 1154 человека):
| Населённый пункт   | Население, человек (2010) |
| ------------------ | ------------------------- |
| Фёдоровка, село    | ↘862                      |
| Михайловка, село   | ↗286                      |
| Екатериновка, село | ↗6                        |

## Хозяйство
На территории сельсовета действуют 44 крестьянских (фермерских) хозяйств (растениеводство и животноводство). 14 предпринимателей на арендованной земле занимаются выращиванием овощей и бахчевой продукцией. Личных подсобных хозяйств на территории МО — 417. Население на своих приусадебных хозяйствах выращивают овощи, фрукты.
Розничная торговля на территории МО представлена восточинским потребительским обществом (2) и частными предпринимателями (6). Число работающих в сфере розничной торговли — 16 человек.

## Объекты социальной сферы
Здравоохранение в сельсовете представлено врачебно-амбулаторным учреждением и фельдшерско-акушерским пунктом, образование — МОУ «ООШ с. Фёдоровки», культура и досуг — сельским домом культуры и библиотекой.